# Peregu Mare, Arad
Peregu Mare (în slovacă Veľký Pereg; în maghiară Németpereg, în germană Deutschpereg, Großpereg) este satul de reședință al comunei cu același nume din județul Arad, Crișana, România.

## Așezare
Localitatea Peregu Mare se află situată în Câmpia Aradului, la granița de vest a României, la o distanță de 38 km față de municipiul Arad. Localitatea are 876 locuințe.

## Istoric
Prima atestare documentară a localității Peregu Mare datează din anul 1241. 
În 1241 tătarii devastează Peregul iar Rogerius (calugăr italian din Benevento,Apulia) a scris:
„XXXII: De destructione Nove-uille et monasterii de Egres. Uersus Orodinum et Chandinum procedere inceperunt, in medio eorum, Noua-uilli dimissa, nomen cuius Pereg fuerat, in qua homines septuaginta uillarum fuerant congregati, et dimisso monasterio Egres Cisterciensis ordinis, in quod tanquam munitum castrum se milites et multe domine receperant. Nec Tartari loca illa aggredi uoluerunt, quousque circumcirca esset terra totaliter desolata. (...) Tartari uero retro post omnes stantes, ridebat de casu et ruina illorum, et retrocedentes a pugna suorum, dabant quamplurimos uoragini gladiorum, ita quod ipsis diebus et noctibus, pugnantibus per unam septimanam, et fossatis impletis ceperunt uillam.”—Magister Rogerius, Carmen miserabile.
Tradus în limba română:
„XXXII: Despre distrugerea așezării Nova și a mănăstirii Igrișului. [Tătarii] Au început să se îndrepte înspre Arad și Cenad și au lăsat în urmă Nova Villa, al cărui nume fusese Pereg, în care erau adunați oameni din șaptezeci de sate. Au lăsat în urmă și mănăstirea Igriș a ordinului cistercienilor, în care se strânseseră ca într-o fortăreață întărită soldați și multe doamne. Tătarii nu au vrut să atace locurile acelea până când țara din jur nu fusese complet prădată. (...) În spatele tuturor stăteau tătarii și rîdeau de căderea și de prăpădul dușmanilor lor și omorau cu sabia pe cei care se întorceau din bătălie. În acest fel, luptând timp de o săptămână zi și noapte, după ce au astupat șanțurile, au cucerit așezarea.”——Magistrul Rogerius, Carmen miserabile.

## Economia
Economia este una predominant agrară, populația fiind axată pe cultivarea pământului și creșterea animalelor. 

## Turism
Obiceiurile și datinile specifice etniilor prezente în acest areal, fac din Peregu Mare un loc extrem de atractiv în perioada
sărbătorilor creștine de peste an.